# ホテルアジュール汐の丸
ホテルアジュール汐の丸（ホテルアジュールしおのまる）は、愛媛県今治市湯ノ浦（湯ノ浦温泉）にあるホテル。

## 概要
愛媛県のえひめ瀬戸内リゾート開発構想の一環で、今治織物工業協同組合と組合員の出資によって設立された「株式会社ナウシス」が建設。愛媛県･今治市から20億円の融資を受け、総事業費約35億円をかけて、1992年3月3日に「ホテルアジュール」としてオープンした。
しかしバブル崩壊による景気低迷で経営不振に陥り、2011年に発生した東日本大震災に伴う自粛ムードや高速道路の割引制度終了で業績が悪化。2011年7月14日に運営会社のナウシスが約23億円の負債を抱え、民事再生法の適用を申請した。
2012年2月には旅館経営の海栄館がナウシスを子会社化、8千万円を投資して改装を行い、3月に「ホテルアジュール汐の丸」としてリニューアルオープンした。

## 館内施設
- レストランデトロア
- ジョイルーム
- 大浴場
- 売店

## 周辺
- クアハウス今治
- 桜井総合公園
- 桜井海岸
- 道の駅今治湯ノ浦温泉
- ケーオーホテル
- 今治湯ノ浦ハイツ
- 湯ノ浦温泉 四季の湯

## アクセス

### 公共交通機関
- JR四国伊予桜井駅より車で約10分。
- せとうちバス「ホテルアジュール前」停留所で下車してすぐ。
- いずみ観光（松山空港リムジンバス）「湯ノ浦」停留所で下車してすぐ。

### 高速道路
- 今治小松自動車道今治湯ノ浦インターチェンジより車で約3分。
- 西瀬戸自動車道今治インターチェンジより車で約15分。